# Sebastián Núñez
Sebastián Emilio Núñez Rojas (Concón, Valparaíso; 13 de marzo de 1982) es un exfutbolista y entrenador de fútbol. 

## Biografía
Nació en la ciudad de Concón y estudió en el Colegio Santa María Goretti de la ciudad. 
Tuvo una corta carrera como jugador de divisiones inferiores en Santiago Wanderers, desempeñándose mayormente como defensor central pero también jugando como lateral o volante de contención en algunos casos. Allí destacó como capitán. Posteriormente pasó a jugar en varios equipos amateurs de Tercera División A de Chile.
Estudió como entrenador en Asociación del Fútbol Argentino, como Preparador Físico y Analista Tecnológico en Fútbol en el INAF en Chile. Además se capacitó en Europa en clubes como Celta de Vigo, Manchester City Football Club, Barcelona, entre otros. Pudiendo compartir con destacados entrenadores a nivel mundial, por ejemplo, Pep Guardiola, Luis Enrique y Eduardo Berizzo.
El 28 de diciembre de 2022, es reconocido como Hijo Ilustre de Concón, por el Concejo Municipal de la comuna.

## Carrera profesional
Inició su carrera profesional en Santiago Wanderers, en el año 2014 recibe la invitación de Silvio Fernández para sumarse a su Cuerpo Técnico en el club Deportivo Xinabajul.
Vuelve a Chile y dirige en el fútbol amateur, obteniendo el histórico título de la Copa de Campeones ANFA con el Club Glorias Navales de Viña del Mar en 2016. Al siguiente año vuelve a trabajar en Santiago Wanderers, obteniendo el título de campeón nacional Fútbol Joven ANFP.

### Fútbol boliviano
En 2018, decide luego de un año de estudio y capacitación en Europa lanzar su carrera como Director técnico y arriba al Deportivo FATIC, de la Asociación de Fútbol de La Paz, consiguiendo clasificarse por primera vez a la Copa Simón Bolívar. Posteriormente, César Vigevani lo reclutó para que fuera su Entrenador Asistente en Sport Boys Warnes y luego en Bolívar, donde fueron campeones y clasifican a la Copa Libertadores de América.
El 2019 vuelve a asumir el rol de Primer Entrenador, dirigiendo a Always Ready, clasificándose a la Copa Sudamericana después de 52 años sin que el Club esté en una Copa Internacional. Al año siguiente fichó en el Nacional de Potosí también clasificándolo a la Copa Sudamericana.
En 2021, luego de renunciar a Nacional, decide volver a Always Ready que había sido Campeón de la Primera División Boliviana y preparar al equipo para la Copa Libertadores de América, incluyendo una gira por Brasil, donde destaca el triunfo sobre el Santos Futbol Club. Comenzado el torneo local, tras 1 victoria en 6 partidos, fue despedido por la dirigencia.
En septiembre del mismo año, llega a Real Potosí para cerrar la temporada 2021. Ya en el 2022 recibe la invitación del Campeón de la Copa América Bicentenario Manuel Suárez Jiménez para ser su ayudante técnico en el Cortuluá de la Primera División de Colombia durante el primer semestre del año; sin embargo, en mayo del mismo año, con el equipo en puestos de descenso, son cesados de sus respectivos cargos.
En agosto del mismo año vuelve a Bolivia, esta vez para hacerse cargo de Universitario de Sucre de la Liga del Fútbol Profesional Boliviano.Luego de un paro social en Bolivia donde se suspendió el torneo durante más de un mes y con el equipo en la última posición de la tabla acumulada para el descenso, decide dejar el club para volver a su país natal.

### San Antonio Unido
En marzo del 2023 asume por primera vez un desafío en su país, haciéndose cargo de San Antonio Unido de la Segunda División, es decir, la tercera división dentro del sistema de fútbol profesional chileno. En marzo de 2024, luego de dos derrotas consecutivas, una por 7-2 ante General Velásquez y la siguiente por la cuenta mínima ante Deportes Melipilla, fue anunciada su salida del banco del conjunto sanantonino.
Durante la misma temporada, se rumoreó su llegada a Cobreloa de la Primera División chilena. Sin embargo, no se concretó su firma debido al repudio que generó la noticia en la hinchada loína a través de redes sociales y medios de comunicación, por lo que la dirigencia calameña reculó en su fichaje, buscando otras opciones.

### Concón National
El 31 de marzo de 2025 es anunciado como el nuevo entrenador de Concón National, también perteneciente a la Segunda División.
En su debut logró victoria por 3-1 de visita ante Provincial Osorno en el Estadio Municipal Rubén Marcos Peralta de esa ciudad (todo en el marco de la fecha 5 del torneo). El próximo partido, el equipo consiguió un apabullante triunfo por 5-0 ante Santiago City, racha que, no obstante, se cortó en la séptima fecha tras una derrota 0-3 de local frente a Provincial Ovalle.Luego que durante la segunda rueda del torneo los resultados no acompañaron al equipo, fue anunciada su salida del club por mutuo acuerdo.

## Estadísticas

### Como entrenador
- Datos actualizados al último partido dirigido el 2 de agosto de 2025.

| FATIC                  | Bolivia | 2018      | 16  | 12 | 2  | 2  | 79.17% |
| Always Ready           | Bolivia | 2019      | 13  | 7  | 3  | 3  | 61.54% |
| Nacional Potosí        | Bolivia | 2020      | 15  | 7  | 4  | 4  | 55.56% |
| Always Ready           | Bolivia | 2021      | 4   | 2  | 1  | 1  | 58.33% |
| Real Potosí            | Bolivia | 2021      | 11  | 4  | 1  | 6  | 39.39% |
| Universitario de Sucre | Bolivia | 2022      | 13  | 4  | 5  | 5  | 41.03% |
| San Antonio Unido      | Chile   | 2023-2024 | 27  | 10 | 11 | 6  | 50.62% |
| Concón National        | Chile   | 2025      | 11  | 5  | 2  | 4  | 51.51% |
| Total                  | Total   | Total     | 110 | 51 | 28 | 31 | 54.43% |

## Palmarés

### Distinciones individuales
| Distinción             | Año  |
| ---------------------- | ---- |
| Hijo Ilustre de Concón | 2022 |